# Данка Бартекова
Данка Бартекова  (словац. Danka Barteková, 19 жовтня 1984) — словацька стрільчиня, олімпійська медалістка.

## Виступи на Олімпіадах
| Олімпіада           | Дисципліна | Місце |
| ------------------- | ---------- | ----- |
| Пекін 2008          | скит       | 8     |
| Лондон 2012         | скит       | 3     |
| Ріо-де-Жанейро 2016 | скит       | 16    |
| Токіо 2020          | скит       | 13    |
| Париж 2024          | скит       | 6     |